# Erick Ifergan
Erick Ifergan, né en 1958, est un réalisateur, photographe, peintre et producteur français.

## Biographie
À 15 ans, il commence à étudier la photographie en développant et tirant ses propres prises de vue.
Il obtient en 1977 une licence en Lettres Modernes avant de partir étudier la photographie et le cinéma aux États-Unis.
Parallèlement à son travail de photographe, Erick Ifergan devient un réalisateur reconnu dans le milieu de la publicité (Il réalise une série de campagnes publicitaires pour Dior, Sony ou Nintendo) et des clips musicaux. Il collabore avec de nombreux artistes français et américains comme Alain Souchon, Isaac Hayes ou Rod Stewart.
En 1989, il remporte le Lion d'or du festival du film publicitaire à Cannes[réf. nécessaire].
Sa renommée internationale[réf. nécessaire] lui permet de débuter une carrière à Hollywood. Là-bas il écrit, produit et réalise son premier long-métrage de fiction, Johnny 3.16, une relecture moderne du Salomé d'Oscar Wilde avec Vincent Gallo et Nina Brosh.
Il poursuit son œuvre avec le court-métrage Divine Presence en 2006, puis une série de photos de nuit à Los Angeles intitulée American Nights en 2008, notamment exposée à la Biennale de la photographie de Moscou.
À partir de 2010, il met de côté sa carrière de réalisateur de films publicitaires pour se concentrer sur ses travaux d'artiste plasticien pluridisciplinaire, peintre, sculpteur, poète, photographe et cinéaste,.
Il expose ses sculptures en céramique et ses peintures au musée de Biot et dans des galeries et institutions à travers le monde.
En 2016, il conçoit et réalise les œuvres exposées dans l'Hôtel cinq étoiles Belles Rives à Antibes.
En 2018, il crée et installe le décor de la chapelle du château Saint-Martin à Vence.
En 2020, il revient à la réalisation avec son film Sept Anges, une ode à la poésie et à la musique.

## Filmographie

### Longs métrages
- 1998 : Johnny 3.16 (Hollywood Salomé[11]) comme scénariste, réalisateur, producteur[12].
- 2020 : Sept Anges comme scénariste, réalisateur, producteur.

### Courts métrages
- 2006 : Divine Présence

### Clips
- Quand j'serai K.O - Alain Souchon (1988)
- Mon mec à moi - Patricia Kaas (1989)
- Broken Arrow - Rod Stewart (1991)
- Move to Memphis - A-ha (1991)
- Foule sentimentale - Alain Souchon (1993)
- Dark is the Night for All - A-ha (1993)
- Combien de murs - Patrick Bruel (1994)
- Pars pas - Patrick Bruel (1994)
- Thanks To The Fool - Isaac Hayes (1995)
- 1000 Oceans - Tori Amos (1999)
- Glory of the 80s - Tori Amos (1999)
- Charm Attack - Leona Naess (2000)
- Tu me manques - Jean-Jacques Goldman (2000)

## Expositions
- Moscou, Photobiennale de Moscou - série de photographies American Nights (2009)[13]
- Paris, Espace Raymond Moretti - série de photographies American Nights (2009)[14]
- Cannes, Musée de la Malmaison - série de photographies American Nights / Sculptures céramiques (2015) [15]
- Biot, Musée de la céramique - Sculptures céramiques et peintures[16] (2015)
- Antibes, Hôtel Belles Rives - Sculptures céramiques et peintures (2016)[9]
- Paris, Galerie Jean-Louis Danant - Sculptures céramiques et peintures (2017)[17]
- Vence, Château Saint-Martin - Sculptures et peintures (2019)[10]
- Hambourg, Cosmo Fondation - Sculptures, peintures et films[18] (2019)[19]